# Festival international du film fantastique de Catalogne 2021
Le Festival international du film fantastique de Catalogne 2021, 54e édition du festival (54 edición del Festival de Cine Fantástico de Sitges ou 54. Festival de Cinema Fantàstic de Sitges), se déroule du 7 au 17 octobre 2021.

## Déroulement et faits marquants
Le 7 septembre, la sélection est dévoilée. Cette sélection comprend 269 films.
Lors de la cérémonie d'ouverture, l'actrice Belén Rueda reçoit le Gran Premio Honorífico pour sa carrière.
Le 16 octobre 2021, le palmarès est dévoilé : le prix du meilleur film revient à Lamb de Valdimar Jóhannsson, et le prix spécial du jury à After Blue (Paradis sale) de Bertrand Mandico,. 

## Jury
- Ali Abbasi (président du jury)
- Alaska
- Luna (María Lidón)
- Joaquín Reyes
- Antonio Trashorras

## Sélections

### En compétition internationale
- After Blue (Paradis sale) de Bertrand Mandico  France
- Balades meurtrières (Coming home in the Dark) de James Ashcroft  Nouvelle-Zélande
- Barbaque de Fabrice Éboué  France
- Belle de Mamoru Hosoda  Japon
- The Blazing World de Carlson Young  États-Unis
- Censor de Prano Bailey-Bond  Royaume-Uni
- Cliff Walkers (Xuan Ya Zhi Shang) de Zhang Yimou  Chine
- La Colonie (Tides) de Tim Fehlbaum  Allemagne
- The Deep House d'Alexandre Bustillo et Julien Maury  France
- Demonic de Neill Blomkamp  Canada
- Eight for Silver de Sean Ellis  Royaume-Uni
- El Páramo de David Casademunt  Espagne
- The Execution de Lady Kvataniya  Russie
- The Feast de Lee Haven-Jones  Royaume-Uni
- Freaks Out de Gabriele Mainetti  Italie
- Here Before de Stacey Gregg  Royaume-Uni
- In the Earth de Ben Wheatley  Royaume-Uni
- Inexorable de Fabrice Du Welz  Belgique
- The Innocents d'Eskil Vogt  Norvège
- Lamb de Valdimar Jóhannsson  Islande
- Limbo de Soi Cheang  Hong Kong
- Luzifer de Peter Brunner  Autriche
- Mad God de Phil Tippett  États-Unis
- The Medium de Banjong Pisanthanakun  Thaïlande
- Nitram de Justin Kurzel  Australie
- Offseason de Mickey Keating  États-Unis
- Où est Anne Frank ! d'Ari Folman  Israël
- Seance de Simon Barrett (en)  États-Unis
- She Will de Charlotte Colbert  Royaume-Uni
- Joyeuse Fin du monde (Silent Night) de Camille Griffin  Royaume-Uni
- The Son (Son) d'Ivan Kavanagh  Irlande
- The Trip (I Onde Dager) de Tommy Wirkola  Norvège
- En décalage (Tres) de Juanjo Giménez  Espagne
- Violation de Madeleine Sims-Fever et Dusty Mancinelli  Canada
- Visitante d'Alberto Evangelio  Espagne
- We Need to Do Something de Sean King O'Grady  États-Unis

## Hors compétition

### Film d'ouverture
- Mona Lisa and the Blood Moon d'Ana Lily Amirpour

### Film de clôture
- The Green Knight de David Lowery

### Séances spéciales
- Affamés (Antlers) de Scott Cooper  Mexique  Canada
- Earwig de Lucile Hadzihalilovic  Royaume-Uni  France
- Halloween Kills de David Gordon Green  Royaume-Uni  États-Unis
- Historias para no dormir de Rodrigo Cortés, Rodrigo Sorogoyen, Paco Plaza et Paula Ortiz  Espagne
- La abuela de Paco Plaza  Espagne
- Last Night in Soho de Edgar Wright  Royaume-Uni
- Prisoners of the Ghostland de Sion Sono  États-Unis
- The Deer King de Masayuki Miyaji  Japon
- Titane de Julia Ducournau  France
- Veneciafrenia de Álex de la Iglesia  Espagne
- Loups-garous (Werewolves Within) de Josh Ruben  États-Unis
- Y todos arderán de David Hebrero  Espagne

## Palmarès

### Compétition internationale
- Meilleur film : Lamb de Valdimar Jóhannsson
- Prix spécial du jury : After Blue (Paradis sale) de Bertrand Mandico
- Prix du meilleur réalisateur : Justin Kurzel pour Nitram
- Prix de la meilleure actrice : Noomi Rapace pour Lamb et Susanne Jensen pour Luzifer
- Prix du meilleur acteur : Caleb Landry Jones pour Nitram et Franz Rogowski pour Luzifer
- Prix du meilleur scénario : Camille Griffin pour Joyeuse Fin du monde (Silent Night)
- Prix de la meilleure photographie : Cheng Siu-keung pour Limbo
- Prix de la meilleure musique : Daniele Luppi pour Mona Lisa and the Blood Moon
- Prix des meilleurs effets spéciaux : Mad God de Phil Tippett
- Mention spéciale : The Innocents d'Eskil Vogt  Norvège